# Tryggevælde Å
Tryggevælde Å är ett cirka 35 km långt vattendrag i på ön Sjælland i Danmark. Det ligger i Region Själland, i den östra delen av landet. Ån är en förgrening  av Freerslev Å och den mynnar ut i Kögebukten strax söder om staden Køge.